# Freddy Lemmerer
Alfred „Freddy“ Lemmerer (* 23. Jänner 1970 in Liezen) ist ein österreichischer Kampfsportler und Bodybuilder, der unter anderem als Boxer, Kraftdreikämpfer, Bankdrücker, Thaiboxer und Kickboxer in Erscheinung tritt bzw. trat. Des Weiteren betreibt er seit 2003 Skispringen.
Nebenbei absolvierte er auch noch Ausbildungen zum Koch, Diätkoch, Ernährungsfachberater, Kickboxtrainer, Boxtrainer, Skisprungtrainer, Fitnesstrainer, Aerobic-Trainer und Tae-Bo-Trainer.

## Karriere
Der am 23. Jänner 1970 im obersteirischen Liezen geborene Lemmerer begann in seiner Jugend eine Ausbildung zum Koch und wurde in weiterer Folge Diätkoch. Im Laufe seiner Karriere wurde er mehrfacher Landesmeister, sowie österreichischer Meister im Kraftdreikampf. Des Weiteren war er mehrfacher steirischer Meister und österreichischer Juniorenmeister im Bankdrücken, sowie Landesmeister, österreichischer Meister und Austria-Cup-Sieger im Bodybuilding. Nach einer anfänglichen Karriere als Amateurboxer begann er erst verhältnismäßig spät mit seiner Karriere als Profiboxer und absolvierte am 24. November 2007, zu diesem Zeitpunkt bereits 37 Jahre alt, seinen ersten Profikampf gegen den gleichaltrigen Magomed Davudov aus Oberösterreich. Seit seinem späten Karrierestart absolvierte er insgesamt 25 Profikämpfe in Österreich, Kroatien, Italien, der Schweiz, Deutschland und Ungarn. Sein bislang (Stand: Jänner 2018) letzter Profikampf fand am 23. September 2017 in der Arena Savaria in Szombathely statt. Von seinen bisher 25 Profikämpfen konnte er lediglich elf gewinnen, davon drei durch KO und vier durch TKO. Sowohl im Profiboxen, als auch im Kickboxen ist er ein Internationaler Austrian Champion. Am 30. Juli 2011 gewann der damals 41-Jährige mit einem K.-o.-Sieg in der zweiten Runde gegen den Polen Tomasz Środa den Europameistertitel im Thaiboxen.
Im Mai 2003 begann Lemmerer, damals 33 Jahre alt, zudem in Eisenerz mit dem Skispringen. Binnen drei Wochen schaffte er von der Kinderschanze (K 10) bis zu einer Normalschanze der Kategorie K 95 und sprang bei seinem 55. Sprung erstmals von einer K-95-Schanze auf der Mattensprunganlage in der Ramsau. Trainiert wurde er hierbei unter anderem von Nik Huber. Mit dem Skiklub Rottenmann, dem er seit dieser Zeit angehört, nahm er daraufhin im Jahre 2004 erstmals an der Masters-Weltmeisterschaft im Skispringen teil und erreichte in seiner Altersklasse den 3. Platz, sowie die Bronzemedaille für Österreich. Bei der Masters-WM 2005 in Villach kam er bis auf den 8. Platz und erreichte ein weiteres Jahr später bei der Masters-WM in Kranj im Einzelbewerb den 7. Platz, sowie im Spezialsprunglauf und in der Kombination Rang 6. Zusammen mit Klaus Sölkner und Erhart Ruprecht schaffte er es in der Mannschaftswertung auf den dritten Platz und die damit verbundene Bronzemedaille. Beim 1. Sommer-Grand-Prix in Villach konnte er ebenfalls überzeugen und gewann diesen Wettbewerb. Dieses gelang ihm später auch noch beim Sommer-Grand-Prix in Einsiedeln in der Schweiz. In späteren Jahren wurde er unter anderem noch in seiner Altersklasse Vize-Master-Olympiasieger (2010) und Vize-Master-Weltmeister (2011), sowie zwischen 2006 und 2010 mehrfacher österreichischer Meister. Weitere Erfolge feierte er zumeist bei der alljährlich stattfindenden Masters-WM. 2013 nahm er unter anderem an der von Ö3 initiierten Skisprung-Challenge Ö3-Wecker vs. Gregor Schlierenzauer teil und erreichte als letzter Springer 20,5 Meter. Auch heute (Stand: 2018) ist Lemmerer weiterhin im Skisprung aktiv und holte sich unter anderem die Silbermedaille im Spezialsprunglauf auf K-30-Schanze bei der 28. Masters-WM in Villach.
Darüber hinaus trainiert der 1,72 m große Lemmerer nahezu alle Sportarten, die er auch selbst bewerbsmäßig ausübt, auch selbst. Dabei trat er vor allem als Boxtrainer in Erscheinung und unterstützte eine große Anzahl von Athleten bei mehreren hundert Kämpfen. Dabei sorgte einer seiner Schützlinge, Astrit Klimenta, im April 2016 für einen Eklat, als er bei einem Kampf der Münchner Boxnacht seinen Kontrahenten, den gebürtigen Serben Andrej Pešić, ins Ohr biss.
In seiner Heimatstadt Liezen betreibt Lemmerer seit Jahren das Fitnessstudio Fit 4 Fun mit angeschlossenem Boxtrainingszentrum.